# Pascal Roland
 (mars 2025).
Pour les articles homonymes, voir Roland.
Pascal Roland, né le 14 janvier 1951 à Chatou dans les Yvelines, est un évêque catholique français, évêque de Belley-Ars depuis le 15 juin 2012, après avoir été pendant neuf ans évêque de Moulins.

## Biographie

### Formation
Après avoir obtenu une licence d'anglais à l'université de Paris X Nanterre, Pascal Roland entre au séminaire universitaire des Carmes, suivant sa formation philosophique et théologique à l'Institut catholique de Paris.
Il est ordonné prêtre le 16 juin 1979 pour le diocèse de Versailles.

### Principaux ministères
Après avoir été vicaire de la paroisse de Houilles et aumônier de collège pendant six ans, il devient responsable du service diocésain des vocations et de la formation des séminaristes en 1986, tout en étant curé de la paroisse de Coignières et de Saint-Rémy-l'Honoré.
Il est ensuite vicaire de la paroisse Notre-Dame de Versailles à partir de 1990 et délégué régional d'Île-de-France pour les vocations à partir de 1991.
Volontaire pour servir dans le diocèse de Pontoise pour six ans à la suite d'un appel de Jean-Charles Thomas, évêque de Versailles, il est curé de la paroisse de L'Isle-Adam et aumônier du collège de 1994 à 2000.
Au cours de cette période, Pascal Roland est aussi modérateur de l'équipe de prêtres du secteur de L'Isle-Adam (L'Isle-Adam et trois paroisses voisines 1996-2000) et doyen de Beaumont-sur-Oise (1997-2000).
Aumônier diocésain du catéchuménat des adultes de 1995 à 2000, il est formateur au séminaire Saint-Sulpice d'Issy-les-Moulineaux, chargé du cours de christologie de 2000 à 2003.
Nommé évêque de Moulins le 27 janvier 2003, il est consacré le 2 mars suivant par Hippolyte Simon, archevêque métropolitain de Clermont, assisté d'Éric Aumônier, évêque de Versailles, son diocèse d'origine, et de Philippe Barbarin, archevêque de Lyon, prédécesseur sur le siège.
Le 15 juin 2012, le pape Benoît XVI le transfère au siège de Belley-Ars. Il prend possession de son diocèse le 9 septembre suivant, en la co-cathédrale Notre-Dame de l'Annonciation de Bourg-en-Bresse. Le 16 septembre, il est accueilli en la cathédrale Saint-Jean-Baptiste de Belley, et s'assoit sur sa cathèdre.
Au sein de la Conférence des évêques de France, il a été membre de la Commission pour les ministres ordonnés et les laïcs en mission ecclésiale, puis président de la Commission pour la vie consacrée. Il accompagne actuellement le Bureau national des exorcistes. 
Le 10 février 2015, il publie une ordonnance à la suite d'une série de profanations de tabernacles, interdisant dorénavant de laisser la présence réelle dans les tabernacles dans le diocèse et d'en laisser la porte ostensiblement ouverte, à l'exception de tabernacles hautement sécurisés. Depuis, les lieux ont été sécurisés et largement rouvert au public. 
En 2022, il prend des mesures restrictives à la suite du motu proprio Traditionis custodes, interdisant la messe tridentine au sanctuaire d'Ars. Ces mesures sont dénoncées par certains catholiques traditionalistes comme une « offensive anti-tradition ».

## Blason et devise épiscopale

### Blasons

Blason de Pascal Roland à Belley Ars.

Blason de Pascal Roland à Moulins.

#### Dans le diocèse de Belley-Ars
D'azur semé de fleurs de lys d'or, à l'Agneau pascal d'argent, la tête contournée, nimbée d'or, portant une croix tréflée d'argent, à la bordure enflammée de gueules.

#### Dans le diocèse de Moulins
D'azur semé de fleurs de lys d'or, à la bande de gueules et à la bordure flammée de même ; et, brochant sur le tout, un Agneau pascal d'argent nimbé d'or, portant une croix également d'or.

### Devise
« Prædicate Evangelium » : « Proclamez la Bonne Nouvelle » Mc 16, 15

## Prise de positions

### Sur l'islam
Déclarant « L'islam propose un Dieu sans l'homme et génère lui aussi le massacre sauvage et massif de ceux qui n'adhèrent pas à son idéologie », il juge le regard de certains chrétiens sur l'islam faussé, et regrette que trop peu se soucient d'annoncer aux musulmans la bonne nouvelle du Christ sauveur.